# Eugène Debongnie
Édouard Eugène Joseph Ghislain Debongnie (Tourcoing, Nord, 16 de novembre de 1883 – ?) va ser un ciclista belga, d'origen francès. Va prendre part en els Jocs Intercalats de 1906, on va guanyar la medalla de bronze a la prova de velocitat per darrere de l'italià Francesco Verri, i el britànic Herbert Bouffler. Un any abans també havia guanyat el bronze en el Campionat del món de velocitat amateur.

## Palmarès
- 1905
  -  Campió de França amateur en Velocitat